# Filopalpus
Sous-famille
Genre
Filopalpus, unique représentant de la sous-famille des Filopalpinae, est un genre d'opilions laniatores de la famille des Assamiidae.

## Distribution
Les espèces de ce genre sont endémiques d'Éthiopie.

## Liste des espèces
Selon World Catalogue of Opiliones (3 avril 2023) :
- Filopalpus altomontanus Martens, 2022
- Filopalpus bale Martens, 2022
- Filopalpus joschmidti Martens, 2022
- Filopalpus kakaensis Martens, 2022
- Filopalpus niger Martens, 2022

## Systématique et taxinomie
La sous-famille des Filopalpinae et le genre Filopalpus ont été créés en 2022 par le zoologiste allemand Jochen Martens (d) (1941-).

## Publication originale
- (en) Jochen Martens, « From the Ethiopian Bale Mountains hotspot—Filopalpinae subfam. nov., a new taxon of Laniatorean harvestmen based on external and genital morphology (Arachnida, Opiliones, Assamiidae) », Zootaxa, Magnolia Press (d), vol. 5159, no 2,‎ 29 juin 2022, p. 221-244 (ISSN 1175-5334 et 1175-5326, OCLC 49030618, DOI 10.11646/ZOOTAXA.5159.2.3, lire en ligne).